# Saint-Martin-l'Hortier
Saint-Martin-l'Hortier é uma comuna francesa na região administrativa da Normandia, no departamento de Sena Marítimo. Estende-se por uma área de 5,79 km². Em 2010 a comuna tinha 281 habitantes (densidade: 48,5 hab./km²).